# Martin Bucher (Künstler)
Martin Bucher (* 4. Oktober 1967 in Zug) ist ein Schweizer Bildhauer und Objektkünstler.

## Leben
Bucher studierte von 1994 bis 2000 Bildende Kunst und Architektur an der Kunstakademie Düsseldorf, die ihn 1998 mit einem Reisestipendium und mit dem Bernhard-Hoetger-Preis auszeichnete. Ebendort wurde er 1999 zum Meisterschüler von Christian Megert ernannt und erhielt 2000 den Akademiebrief.
Er schafft Skulpturen aus Holz und Stein, Plastiken aus Kunststoff und Metall, Installationen, Environments sowie Kunst am Bau.
2003 wurde Bucher mit dem Förderbeitrag des Kantons Zug ausgezeichnet, und 2005 gewann er den Wettbewerb für den Brunnen des Pflegezentrums Baar, den er 2006 fertigstellte.
Bucher arbeitet und lebt heute in Düsseldorf.

## Ausstellungen

### Einzelausstellungen
- 1999: Galerie Z, Baar
- 2004: Galerie Z, Baar
- 2005: V.I.P.ee – Members only. Reinraum e.V., Düsseldorf
- 2006: Galerie Z, Baar
- 2008: Projektraum für zeitgenössische Kunst, Wilfried von Gunten, Thun

### Gruppenausstellungen
- 1997: Projekt Feuerzungen, Arnhem/Gent/Düsseldorf
- 1998: Galerie des Cultural Institute Cairo, Ägypten
- 1998: Klasse Megert, Siemens AG, Düsseldorf
- 1999: Kunststudenten stellen aus; Kunsthalle der Bundesrepublik Deutschland, Bonn
- 2000: Wasser/L’Eau, Musée de St-Paul-de-Vence, Saint-Paul-de-Vence, Frankreich und Arbeit in situ
- 2000: PLUS, Plus e. V., Düsseldorf
- 2001: Neusser Wasserfestspiele – Installationen zum Thema Wasser, Licht, Sound, Stadtfest in Neuss
- 2002: Rauchen verboten, Galerieprojekt, Düsseldorf
- 2003: 20 Jahre Galerie Z, Baar, Schweiz
- 2004: Innen-Außen; Ballhaus Düsseldorf
- 2005: Nacht der Mussen, fiftyfifty-Galerie, Düsseldorf
- 2005: Friends & Lovers, Laden Düsseldorf
- 2008: Nationale Kunstausstellung Autofriedhof, Kaufdorf, Schweiz
- 2009: Luftraum.Interferenz, fiftyfifty-Galerie, Düsseldorf
- 2009: Positionen’09; Seewerk, Moers
- 2011: Auf Arbeit, economy meets art, Herzogenrath/Aachen